# Averlak
Averlak là một đô thị thuộc huyện Dithmarschen, trong bang Schleswig-Holstein, nước Đức. Đô thị Averlak có diện tích 9,06 km², dân số thời điểm 31 tháng 12 năm 2006 là 619 người.